# Barry Cunningham (Verleger)
Barry Cunningham ist ein britischer Kinderbuch-Verleger. Bekannt wurde er durch den weltweiten Erfolg der von ihm entdeckten Autorin Joanne K. Rowling mit ihrer Romanreihe um den Zauberlehrling Harry Potter.

## Leben
Barry Cunningham studierte von 1972 bis 1975 Englisch an der University of Cambridge. Nach seinem Examen begann er 1977 bei Penguin Books, wo er im Marketing für das Kinderbuch-Imprint Puffin Books tätig war und zum Marketingdirektor und Vorstandsmitglied aufstieg. Unter anderem kam er so eng mit Erfolgsautoren wie Roald Dahl und Spike Milligan zusammen und war verantwortlich für die Neuherausgabe der Werke von Beatrix Potter.
1988 wechselte er zur Verlagsgruppe Random House, verließ diese jedoch nach vier Jahren wieder, um dann für Bloomsbury Publishing eine Kinderbuchsparte aufzubauen (ab Januar 1996 Childrens Editorial Director). In dieser Zeit sandte ihm Joanne K. Rowlings Agent Little den ersten Band ihrer Romanreihe, „Harry Potter and the Philosopher’s Stone“ (Titel der deutschen Ausgabe: Harry Potter und der Stein der Weisen), der zuvor von mehreren Verlagen wegen seiner Länge und Komplexität abgelehnt worden war. Cunningham, der gerade ein Portfolio von Fantasyerzählungen junger Autoren zusammenstellte, trug durch seine Empfehlung entscheidend dazu bei, dass der Verlag den Band 1997 trotz Bedenken unter Vertrag nahm, mit einer Erstauflage von 500 Stück startete und an Rowling 1500 £ Vorschuss zahlte. Überzeugt wurde Cunningham nicht unwesentlich durch die Begeisterung seiner damals achtjährigen Tochter über das Buch. Cunningham beauftragte auch den Coverillustrator Thomas Taylor und machte ihm Vorgaben zur Gestaltung. Oft als Anekdote erzählt wird Cunninghams damalige Warnung an Rowling, dass der Markt schwierig sei und mit Kinderbüchern allein niemals ausreichend Geld zum Lebensunterhalt zu verdienen sei.
Auf der Höhe des riesigen Erfolgs der Potter-Reihe verließ Cunningham im Januar 1999 Bloomsbury und gründete 2000 zusammen mit Rachel Hickman einen eigenen Kinderbuch-Verlag, The Chicken House. Zu den bisher größten Markterfolgen des Verlages zählen die Bücher der deutschen Schriftstellerin Cornelia Funke mit einer Auflage von mehreren Millionen Exemplaren, außerdem mehrere „New York Times Bestseller“. Zu den Autoren, die Cunningham verlegt, zum Teil auch erst entdeckte und förderte, zählen außerdem Kevin Brooks, Andreas Steinhöfel, Kerstin Gier, Kirsten Boie, Emily Diamand, Zoran Drvenkar, Roderick Gordon und andere.
2005 verkaufte Cunningham seinen Verlag an den weltgrößten Kinderbuchverlag, die amerikanische Scholastic Corporation, welche die Rechte an der Harry-Potter-Reihe in den Vereinigten Staaten besitzt. Cunningham ist jedoch nach wie vor Verleger und Managing Director des weiterbestehenden Imprints. 2008 gründete The Chicken House zusammen mit dem deutschen Carlsen Verlag, der zur schwedischen Bonnier-Gruppe gehört und die Lizenzrechte an der Harry-Potter-Reihe in Deutschland besitzt, das Gemeinschaftsunternehmen Chicken House Deutschland. 2007 startete The Chicken House zusammen mit der Times einen Schreibwettbewerb für Kinder- und Jugendbuchautoren, Chicken House Deutschland rief 2010 einen ähnlichen Wettbewerb zur Nachwuchsgewinnung in Zusammenarbeit mit der deutschen FAZ („Der Goldene Pick“) ins Leben.
Barry Cunningham lebt und arbeitet in Blackford, Grafschaft Somerset. Er ist verheiratet und hat sechs Kinder. Im November 2010 wurde er für seine Verdienste um das Verlagswesen mit dem Order of the British Empire (OBE) in der Stufe Officer ausgezeichnet.